# Fetiasita
La fetiasita és un mineral de la classe dels òxids. El nom reflecteix la seva composició química: ferro (Fe), titani (Ti) i arsènic (As).

## Característiques
La fetiasita és un òxid de fórmula química (Fe3+,Fe2+,Ti)₃(As₂O₅)O₂. Es tracta d'una espècie aprovada per l'Associació Mineralògica Internacional, i publicada per primera vegada el 1994. Cristal·litza en el sistema monoclínic. La seva duresa a l'escala de Mohs és 5.
Segons la classificació de Nickel-Strunz, la fetiasita pertany a «04.JB: Arsenits, antimonits, bismutits; amb anions addicionals, sense H₂O» juntament amb els següents minerals: manganarsita, magnussonita, armangita, nanlingita, asbecasita, stenhuggarita, trigonita, finnemanita, gebhardita, derbylita, tomichita, graeserita, hemloïta, freedita, georgiadesita i ekatita.

## Formació i jaciments
Va ser descrita a partir de mostres obtingudes a dos indrets: l'àrea del mont Cervandone, a l'Alp Devero, dins la província de Verbano-Cusio-Ossola (Piemont, Itàlia), i la localitat de Gorb, a Goms (Valais, Suïssa). Més tard també ha estat descrita al districte de Condobolin, a Nova Gal·les del Sud (Austràlia). Aquests tres indrets són els únics de tot el planeta on ha estat descrita aquesta espècie mineral.